# De Schanswetering
De Schanswetering was een waterschap in de Nederlandse provincie Overijssel van 1891 tot 1943.
Op 18 augustus 1891 werd de oprichting van het waterschap bij Koninklijk Besluit bekrachtigd. De oppervlakte van het waterschapsgebied bedroeg bij de oprichting 390 hectare.
Op 1 januari 1943 ging De Schanswetering op in het bestaande waterschap De Molengoot.